# Ósafell
Ósafell är ett berg i republiken Island. Det ligger i regionen Norðurland vestra, 170 km norr om huvudstaden Reykjavík. Toppen på Ósafell är 415 meter över havet, eller 81 meter över den omgivande terrängen. Bredden vid basen är 1,3 km.
Trakten runt Ósafell är nära nog obefolkad, med mindre än två invånare per kvadratkilometer. Närmaste större samhälle är Blönduós, omkring 20 kilometer nordost om Ósafell. Trakten runt Ósafell består i huvudsak av gräsmarker.